# Tekka Centre

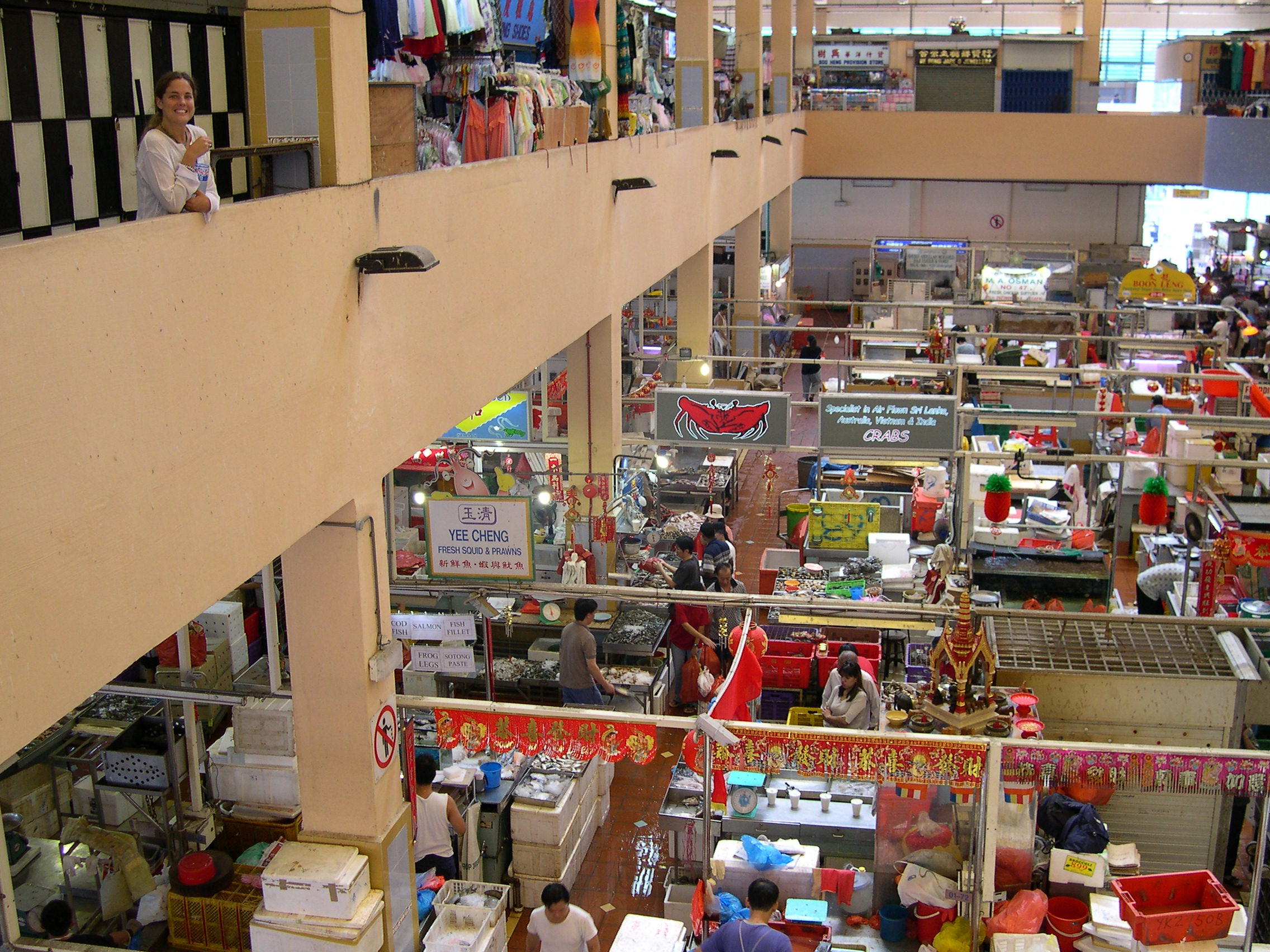
Tekka Centre

Trh Tekka Center, dříve také známý jako Kandang Kerbau Market resp. později (do roku 2000) Tekka Market je velký asijský tzv. "mokrý trh", který se nachází ulice podél Serangoon Road v obchodní čtvrti Little India v Singapuru. V budově se mimo vlastního trhu s potravinami nacházejí i obchůdky s jiným zbožím, značnou část prostoru zabírají malé restaurace, snack bary, stánky s občerstvením ap. Původní trh byl zřízen v roce 1915 a znovu otevřen v roce 1982. Dnes slouží v Singapuru jako trh zejména rpo indickou etnickou menšinu ale  také pro etnické skupiny Malajců, Číňanů, Thajců a pro další. 

## Pojem "wet market"
Termín wet market, d. h. doslova „mokrý trh“, jak se používá v Hongkongu, Singapuru a dalších zemích jihovýchodní Asie s čínskou menšinou, vznikl v důsledku mokrých podlah v těchto trzích. V těchto tradičních trzích se dříve maso nejen prodávalo, ale zvěř a drůbež zde byly - jako na jatkách - poráženy. Vlhkost pocházela z roztaveného ledu, použitého k chlazení, jakož i z častého stříkání a čištění stojanů a podlah vodou k odstranění zbytků porážky Obchdoníci se zeleninou používali vodu k jejímu zalévání. Postupem času byly porážky přímo v trhu zakázány, zejména z hygienických důvodů, název však zůstal.

## Název Tekka Centre
Trh byl původně známý jako Kandang Kerbau Market, zkráceně KK Market, kde „kerbau“ v malajštině znamená „ohrada pro skot“, které se tu ve velkém množství nacházely. Trh se nacházel v oblasti, kterou Číňané, hovořící dialektem hokkien, nazývali Tek Kia Kha (zkráceně Tek Kah), přibližně “řeka malých bambusů” (bambus rostl na obou stranách zde protékajícího kanálu Rochor Canal). Tím se prosadil název Tekka Market, odvozený od tek kha. V roce 2000 došlo k přejmenování na Tekka Centre.

## Historie
Když chov dobytka dosáhl kolem roku 1900 svého vrcholu, museli chovatelé a obchodníci s dobytkem v roce 1902 okres Kandang Kerbau opustit, protože jejich stáda bůvolů byla obviňována z poškozování silnic. Krátce poté, 1915, zde na křižovatce Serangoon Road a Bukit Timah Road vznikl původní trh Kandang Kerbau Market.
Ve třicátých letech 20. století se trh stal populárním díky velké rozmanitosti masa, zeleniny, ryb a mořských plodů. Většina zákazníků byly dělnické rodiny ze sousedství. Poté, co byl trh v roce 1982 zbořen kvůli plánům sanace celého okresu, se většina obchodníků přestěhovala na nový trh s názvem Zhujiao Market na druhé straně ulice. Po přejmenování na Tekka Centre v roce 2000 byl trh v roce 2008  opětně uzavřen a po obnově otevřen již roku 2009. Mimo jiné se výrazně zlepšily sanitní podmínky a čistota.

## Nabídka

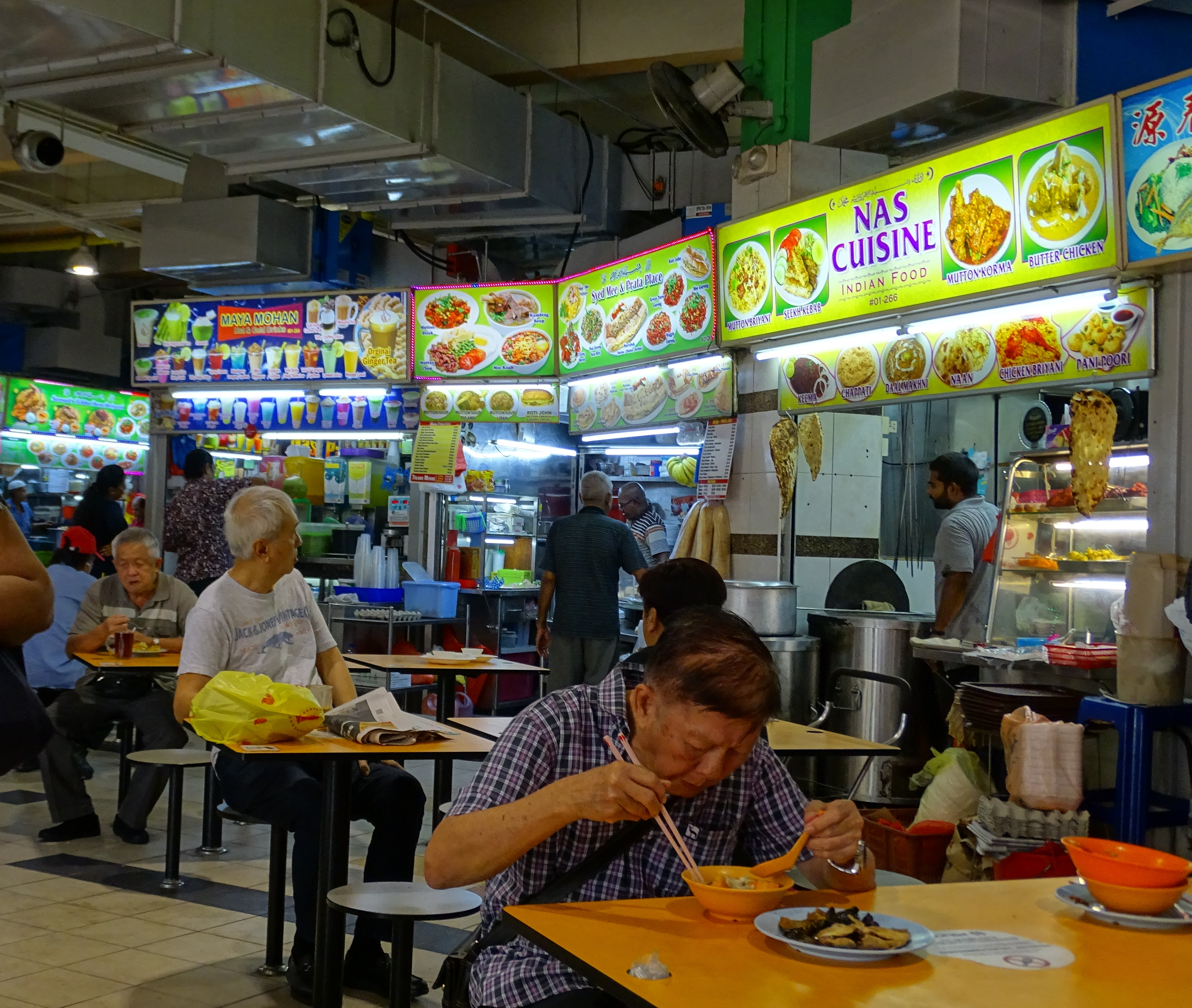
"food court"

Velkou část zaujímá trh s masem (tzv. mokrý trh) a zeleninou či ovocem; prodávají se zde ale i jiné potraviny a výrobky:
- Existuje velký výběr asijské zeleniny a bylin.
- Velké množství tropického ovoce, jako je ananas, banány, mango, jackfruit, rambutani, guajava atd.
- Ryby a mořské plody: kraby a krevety všech velikostí, chobotnice, tuňák, losos, makrela, mořský okoun a řada korýšů.
- Maso a drůbež: skopové, jehněčí, kozí, hovězí, vepřové, kuřecí atd.
- Čínské, indické, malajské a thajské koření ve velkém výběru.

V části zvané food-court, který je na stejné úrovni jako trh, nabízí řada obchodníků obvyklé čínské, západní, indické a muslimské stánky s potravinami. 